# Nationalsozialistische Europapläne
Die nationalsozialistischen Europapläne hatten die Neuordnung des Kontinents nach territorialen und völkischen Kriterien zum Ziel. Dabei wurde die Eingliederung zahlreicher Territorien in das Deutsche Reich, die Aus- und Umsiedlung von Bevölkerungsteilen sowie die Unterdrückung und Ausbeutung und in letzter Instanz die Ermordung einer großen Anzahl von Menschen geplant, auch unter Beteiligung der deutschen Wirtschaft.

## Frühe Europapläne der Nationalsozialisten
Bereits vier Tage nach der Machtübernahme der NSDAP ließ Adolf Hitler hochrangige Offiziere der Reichswehr in einer Rede wissen, die in der Liebmann-Aufzeichnung überliefert ist, er werde mit der Eroberung und Germanisierung von „Lebensraum im Osten“ nicht zögern und eine großdeutsche Volkstumspolitik betreiben, um alle Deutschen in einem Reich zu vereinigen. In Mein Kampf hatte er noch einen Bund mit Italien und Großbritannien vorausgesehen, Frankreich sollte seiner Großmachtstellung beraubt werden. Danach würde er sich der Vergrößerung des Lebensraums im Osten zuwenden. In der Mitte Europas sollte ein Reich aller Deutschen – weit über die Grenzen von 1914 hinaus – entstehen. 1934 sprach Hitler von einem stählernen Kern, bestehend aus Österreich, der Tschechoslowakei und Westpolen. Außerdem stellte er verschiedene Bündnisse aus formell alliierten – aber nicht gleichberechtigten – Blöcken auf. Diese nannte er den Ostbund (Baltikum, Balkanstaaten, Ukraine, Wolgaland und Georgien), den Westbund (Niederlande, Flandern und Nordfrankreich) und den Nordbund (Dänemark, Schweden sowie Norwegen).
Hitler benutzte den Begriff Europa zuerst nur widerwillig, seine Haltung änderte sich erst, nachdem er Europa für sich selbst und den Nationalsozialismus „blutsmäßig“ definiert hatte. So definierte Franz Six zum Beispiel Europa als

„[…] der aus der Gestaltungskraft der arischen Rasse geschaffene Lebensraum der europäischen Rassen und Völker.“

Alfred Rosenberg betonte aber, dass der Nationalsozialismus ein Programm für Deutschland, nicht für Europa sei:

„Unsere Bewegung ist […] darauf bedacht, sich nicht etwa in einen internationalen ‚nationalsozialistischen Bund‘ zu verwandeln, der dann etwas wie ein Kirchenkonzil zu entscheiden hätte, was wahrer und was nicht wahrer Nationalsozialismus sei. Das Urteil über eine solche Frage steht nur uns zu.“

Rosenberg sah die künftige Struktur Europas 1934 als Resultat eines Viererpaktes, bestehend aus den nationalistischen Bewegungen Italiens, Frankreichs, Englands und Deutschlands. Auch die Staaten der Ostsee (Finnland, Estland, Lettland, Litauen) und der Donauraum sollten inkludiert werden, um ein „organisches Zentraleuropa“ zu formen.

## Pläne 1939–1941

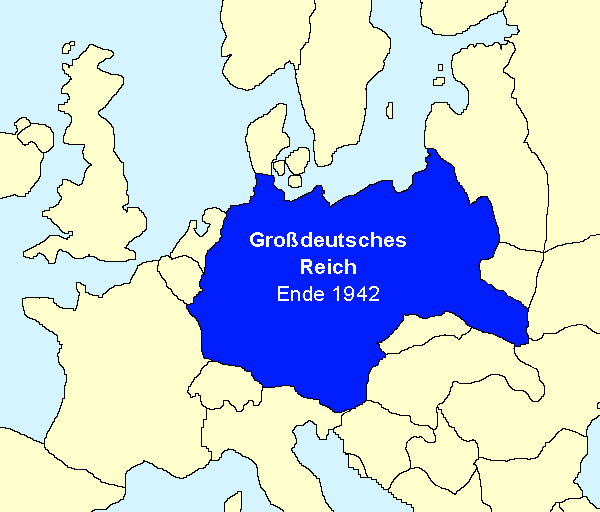
Das Großdeutsche Reich
Ende 1942

Die größten Ambitionen zeigten hierbei die Pläne für ein neues Europa während der Siegeswelle von 1940/41. Zu diesem Zeitpunkt wurde über die Eingliederung Dänemarks, Norwegens, der Niederlande und Belgiens in ein „Großgermanisches Reich“ debattiert – Hitler wollte aufräumen mit dem „Kleinstaatengerümpel“. Für Werner Daitz war die Bevölkerung dieser Regionen genauso germanisch wie die deutsche und daher „würdig“, ins Reich aufgenommen zu werden.
Eine Studie der Seekriegsleitung vom 3. Juni 1940 über Raumerweiterung nach dem Krieg plädierte bereits für die Einbehaltung Belgiens und eines Teils von Nord- und Ostfrankreich. Kleinere Staaten wie die Niederlande, Dänemark und Norwegen sollten zwar formell unabhängig, aber in starker Abhängigkeit vom Reich gehalten werden. Heinrich Himmler dachte vorübergehend daran, einen burgundischen Staat zu schaffen.
Nach dem Sieg im Deutsch-Sowjetischen Krieg sollten auch Schweden und die Schweiz besetzt und eingegliedert werden. Für Frankreich sah Hitler eine territoriale Zerstückelung vor, er wollte eine „vergrößerte Schweiz“; die Grenze zu Deutschland sollte die des Heiligen Römischen Reichs sein (neben dem ehem. Reichsland Elsass-Lothringen sollten auch der französischsprachige Teil Lothringens, die Franche-Comté und die gesamte Schweiz zum „Reich“ gehören). Um jeden Widerstand im Keim zu ersticken, sollte Frankreich permanent besetzt bleiben. Der Nachbar Schweiz hatte im Konzept Hitlers bis zur Niederwerfung Russlands eine Sonderrolle: Bis zum Juni 1940 als neutraler, relativ gut gerüsteter Flankenschutz gegen einen Angriff Frankreichs an der Südwest-Flanke, danach vor allem als unversehrter Rüstungslieferant und als Devisen-Drehscheibe zugunsten des Reiches.
Die südosteuropäischen Völker sollten halbautonom am Rande des Reichs leben, kontrolliert von einer „Reichsfestung Belgrad“. Die in Norwegen und den Niederlanden eingesetzten Reichskommissare waren nur als Übergangsform gedacht; ihre Aufgabe war es, diese neue Ordnung einzuführen und die Bevölkerung dafür zu gewinnen.
Der wohl von seinen Herrschaftsansprüchen umfassendste Plan ist jener der Gesellschaft für europäische Wirtschaftsplanung und Großraumwirtschaft. In ihrer Denkschrift wurde festgestellt, dass der europäische Großraum

„[…] sämtliche Völker des Festlandes von Gibraltar bis zum Ural und vom Nordkap bis zur Insel Zypern mit ihren natürlichen kolonisatorischen Ausstrahlungen in den sibirischen Raum und über das Mittelmeer nach Afrika hinein […]“

umfassen müsse. Man sollte grundsätzlich nur von Europa sprechen

„[…] denn die deutsche Führung ergibt sich ganz von selbst […]“

Die deutsche Siegeswelle übte einen gewaltigen psychischen Einfluss auf die Bevölkerung der besetzten Gebiete aus; einige Kollaborateure – vor allem in Frankreich, aber auch in den anderen besetzten Gebieten – benutzten den Begriff Europa, um eine Zusammenarbeit zu rechtfertigen. Die Beeinflussung durch die Europa-Propaganda verlor aber jede Bedeutung, als spätestens nach einem Jahr die wirklichen Ziele der neuen Herren klar wurden.

## Lebensraum im Osten

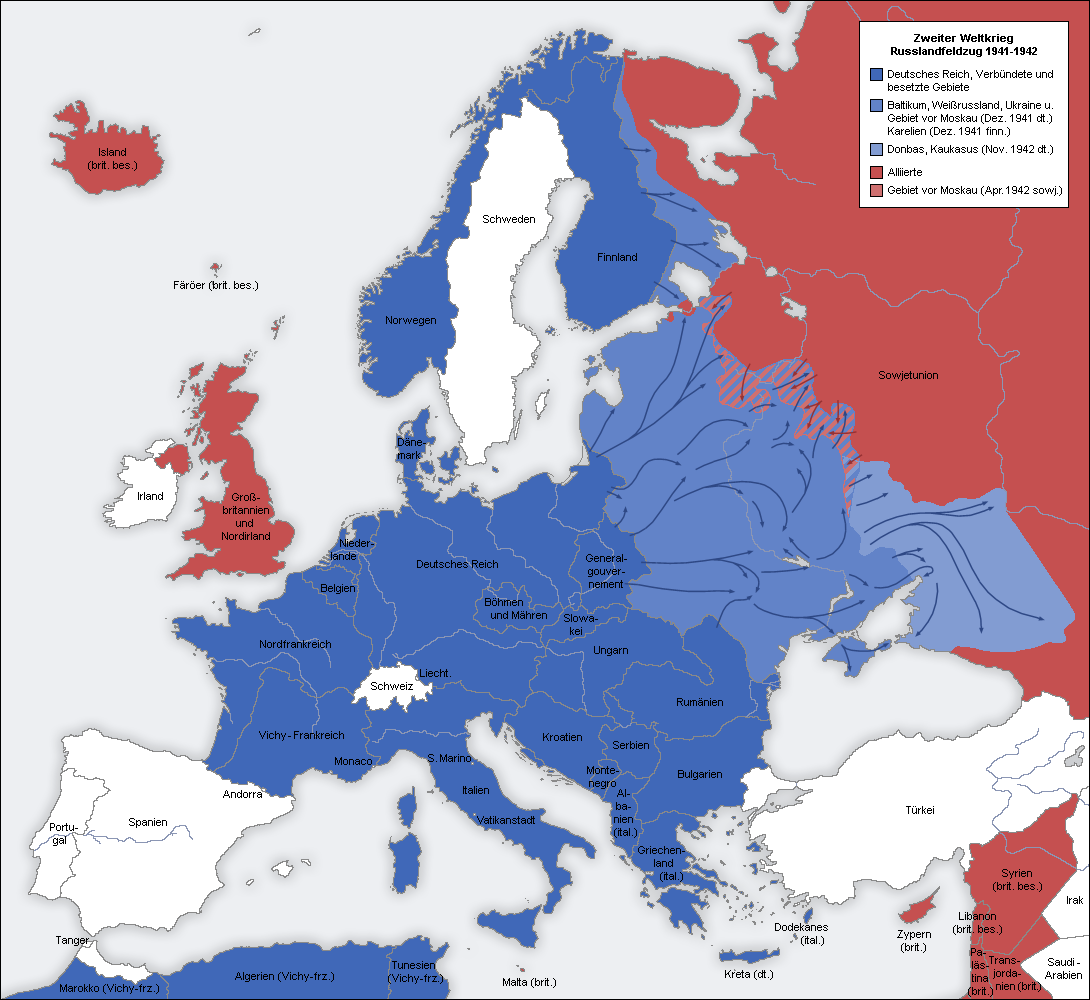
Deutsch-Sowjetischer Krieg 1941–1942

Im Osten Europas wurde der SS freie Hand gelassen. Himmlers Siedlungskonzept für den Ostraum gründete sich auf die „Blut-und-Boden-Ideologie“ und auf „germanisches Bauerntum“. Die Industrie und sowjetischen Städte sollten zerstört werden; stattdessen würden großbäuerliche Siedler aus dem Reich deutsche Musterlandgüter errichten und bewirtschaften. Dazu wurde der so genannte Generalplan Ost entwickelt, welcher die Gliederung der Polen in verschiedenste Wertungsgruppen von I („Eindeutschungsfähig“) bis IV („nicht lebenswert“) zur Folge hatte. Auch das alt-österreichische Galizien, das Baltikum, die Krim (das zukünftige „Gotenland“, wo man Südtiroler ansiedeln wollte) und die Wolga-Kolonie sollten deutsches Reichsgebiet werden. Das Ziel im Osten war die Etablierung eines deutschen Herrenvolks und versklavter „Untermenschen“. Man wollte auch „rassisch wertvolles Menschenmaterial“ aus diesen Gebieten „abschöpfen“, d. h. ins Reich eingliedern und dafür „Schmarotzer“ und „Herumlungerer“ aus dem Altreich in den Osten deportieren. Ralph Giordano beschreibt das Ziel der Nationalsozialisten, durch massenhafte Sterilisationen, Vernichtung durch Arbeit, Massenmord und Vertreibung der einheimischen Bevölkerung ein „slawenfreies Osteuropa“ zu schaffen.

## „Europäisches Zentralclearing“
Das „Zentralclearing“ war ein Mechanismus zur zentralen Steuerung der internationalen Transaktionen der verbündeten oder unterworfenen Staaten. Es basierte auf der Reichsmark und bedeutete im praktischen Wirtschaftsleben, dass alle internationalen Transfers der beteiligten Staaten über Berlin abgewickelt wurden. Während viele Pläne zur Neuordnung Europas nie außerhalb akademischer Zeit- und Denkschriften verbreitet wurden, funktionierte das europäische Zentralclearing bis zum Ende des Nationalsozialismus. Da das Clearingsystem einen enormen Vorteil für das Deutsche Reich brachte, nennt Röhr es „verhohlenen Raub“. Die Warenschuld Deutschlands betrug gegen Kriegsende 35 Milliarden RM.
Über das Zentralclearing hoffte man zu einem einheitlichen Binnenkurs der Mark zu kommen, um dann die Leitwährung des Marktblocks nach außen hin als weltwirtschaftliche Leitwährung mit Devisencharakter zu etablieren. Nach diesen Plänen, die unter anderen Hermann Josef Abs vertrat, sollte Berlin die Rolle der Londoner City und New Yorks als Welthandels- und Währungszentrale übernehmen und das britische Pfund und den Dollar als Leitwährung ablösen.
Die Weltwirtschaftskrise hatte Anfang der 1930er Jahre in ganz Mittel- und Osteuropa zu einer Verknappung der Gold- und Devisenreserven geführt. Das Deutsche Reich und Italien – beides Diktaturen – versuchten, dieses Problems durch zahlreiche Beschränkungen des Außenhandels Herr zu werden. Um die stark exportorientierte Industrie und den Tourismus zu schützen, schloss die Schweiz 1934 mit dem Deutschen Reich und 1935 mit Italien einen Clearingvertrag. Dadurch konnte der Außenhandel ohne Austausch von Devisen in größeren Mengen erfolgen und somit die restriktiven Außenhandelsbeschränkungen umgangen werden. Ab Herbst 1940 wurde das Clearingverfahren auch für den Außenhandel der Schweiz mit den von Deutschland besetzten Ländern Niederlande, Belgien, Polen und Norwegen angewandt. Dieses als Europäisches Zentralclearing bezeichnete Verfahren erlaubte es dem Deutschen Reich, nahezu den gesamten Außenhandel der Schweiz zu kontrollieren.

### Funktionsweise
Die Vertragsstaaten, in diesem Fall die Schweiz und das Deutsche Reich respektive Italien, richteten jeweils eine sogenannte Clearingstelle ein. Erhielt nun eine Schweizer Firma einen Auftrag aus Deutschland, so lieferte sie die bestellte Ware an den deutschen Kunden, die Rechnung wurde jedoch an die Schweizer Clearingstelle versandt, welche den Schweizer Auftragnehmer bezahlte. Das gleiche Verfahren wurde auch in umgekehrter Richtung angewandt: So bezahlte der deutsche Kunde seine Rechnung an die deutsche Clearingstelle, die Deutsche Verrechnungskasse zu Berlin. Am Ende einer Periode, beispielsweise eines Monats, wurden nun die Guthaben und Forderungen miteinander verrechnet. Nur wenn sich keine ausgeglichene Bilanz ergab, musste mit realer Währung, sprich wertvollen Devisen, bezahlt werden. Dadurch konnte Deutschland den Abfluss von nur spärlich vorhandenen Devisen einschränken. In der Praxis gewährte die Schweiz dem Deutschen Reich und Italien während der Kriegsjahre 1,3 Milliarden Schweizer Franken Clearingkredite. Das heißt, der Negativsaldo zu Lasten Deutschlands wurde nicht von der deutschen Clearingstelle bezahlt, sondern vom Schweizer Staat zinsfrei vorgeschossen. Aufgrund des chronischen Devisenmangels des Deutschen Reiches konnten diese Kredite später nicht mehr bezahlt werden. Gegen den Widerstand der Siegermächte erreichte die Schweiz 1952 eine Teilrückzahlung der Bundesrepublik Deutschland über 650 Millionen Schweizer Franken und eine Teilrückzahlung Italiens über 232 Millionen Schweizer Franken.

### Kritik
In der Öffentlichkeit konnte dieses Thema während der Kriegsjahre nicht diskutiert werden, da über das Clearingverfahren nur spärlich bis gar nicht berichtet werden durfte. Widerstand gegen das Clearingverfahren kam trotzdem von verschiedenen Seiten, so befürchtete das Schweizer Finanzdepartement zu hohe Staatsausgaben, die Schweizerische Nationalbank befürchtete eine dadurch verursachte Inflation, und die parlamentarische Opposition sah es als Verletzung der Neutralität der Schweiz. Die Alliierten warfen der Schweiz außerdem vor, Nazideutschland unterstützt und somit den Krieg verlängert zu haben. Ein weiterer Kritikpunkt setzt an der mangelnden demokratischen Kontrolle an: Das Clearingverfahren schuf einen großen Verwaltungsapparat, der zu großen Teilen von der Öffentlichkeit und dem Parlament abgeschirmt arbeitete (ähnlich dem heutigen TARGET2-System).
Andererseits sah sich die Schweiz zwischen 1940 und 1944 nahezu vollständig von den übermächtigen Achsenmächten umgeben, was zu einer großen Abhängigkeit, insbesondere von Rohstofflieferungen wie Kohle, führte. Außerdem hatten die Exporte an Deutschland einen positiven Effekt auf die Beschäftigung in der Schweiz.

## Wirtschaft
An der Neuordnung Europas waren, wie bereits angedeutet, verschiedene Konzerne maßgeblich beteiligt. Die I.G. Farben zum Beispiel entwickelte ehrgeizige Pläne zur Reorganisation der europäischen Chemieindustrie unter ihrer Hegemonie. Die Deutsche Bank und die Dresdner Bank kauften Banken in den besetzten Gebieten auf. Oft wurde die Übernahme von Firmen über Treuhänder oder Vermögensverwalter abgewickelt wie z. B. bei Krupp oder durch skrupellose Arisierung und der Aneignung von „Feindvermögen“. Eine geplante Zollunion wurde nicht durchgeführt, da eine daraus folgende etwaige Angleichung des Lebensstandards nicht gewünscht wurde. Reichswirtschaftsminister Walther Funk gab als Ziel einer „wirtschaftlichen Neuordnung Europas“ unter anderem an:

„Die kommende Friedenswirtschaft muss dem Großdeutschen Reich ein Maximum an wirtschaftlicher Sicherheit garantieren und dem deutschen Volke ein Maximum an Güterverbrauch zur Erhöhung der Volkswohlfahrt.“

Die NS-Großraumwirtschaft sollte auch Nordeuropa umfassen. In den Ländern Dänemark, Finnland, Norwegen und Schweden verfügte bereits vor der deutschen Besetzung 1940, die deutsche Chemie-, Elektro- und Schwerindustrie über den gewünschten Einfluss. Über Direktinvestitionen, langfristige Lieferverträge vor allem über internationale Kartelle hatten die deutschen Firmen bereits ähnlich wie in Südosteuropa über die Aktivitäten des Mitteleuropäischen Wirtschaftstages einen Präferenzraum errichtet, bei dem von einem informal empire auf Branchenebene gesprochen werden kann. Daraus ergab sich ein gewisser Gegensatz zwischen den Firmen und der NS-Politik, da die Firmen Teile dieses Machtpotenzials zugunsten politischer Kräfte aufgeben mussten.

## Großraum Europa
In der Frühzeit des Nationalsozialismus war man bestrebt, Deutschland autark zu machen. Dies änderte sich aber im Laufe der Zeit; Herbert Backe schrieb 1942:

„Nicht die Autarkie jedes einzelnen europäischen Staates ist die Aufgabe, die die Zukunft stellt, sondern die Autarkie des Großraumes Kontinentaleuropa.“

Ziel war also nicht Weltmarkt, sondern Großmarkt Kontinentaleuropa. Backe gilt als Urheber des sogenannten Hungerplans 1941 und scheute nicht vor dem skrupellosen Einsatz des Hungers zur Verringerung der „Übervölkerung“ zur Sicherung der deutschen Ernährung zurück. Hermann Göring fasste diese Politik zynisch zusammen:

„Wenn gehungert wird, dann hungert nicht der Deutsche, sondern andere.“

Zusammengefasst wird die Ideologie der Großraumkonzeption von Bernhard R. Kroener:

„Hinter dem auch offiziell propagierten Begriff der ‚europäischen Großraumwirtschaft‘ verbargen sich langjährige Bestrebungen und Planungen für die Durchsetzung einer wirtschaftlichen Hegemonie Deutschlands auf dem Kontinent, den völligen Umbau der Nationalwirtschaften im Sinne einer Arbeitsteilung nach deutschem Interesse und den Zugang zu kolonialen ‚Ergänzungsräumen‘ in Osteuropa sowie in Übersee.“

Völkische Theoretiker wie Werner Daitz stellten eine Verbindung zwischen dem wirtschaftlich-politischen Großraumkonzept und der rassenbiologischen Lebensraum-Theorie auf. Nach diesen Gesichtspunkten entwickelte Werner Best ein vierstufiges Verwaltungsmodell:
1. Bündnisverwaltung: Formelle Selbständigkeit, das Volk muss aber den Richtlinien des „Führungsvolkes“ (gemeint ist Deutschland) folgen.
2. Aufsichtsverwaltung: Eigene Regierungsorgane, aber Statthalter des „Führungsvolkes“.
3. Regierungsverwaltung: Gesamte zentrale Verwaltung wird von Vertretern des „Führungsvolkes“ ausgeübt.
4. Kolonialverwaltung: Keinerlei Mitwirkung des unterworfenen Volkes an der Verwaltung.

Interessant ist, dass die Großraumkonzeption Russland als dem europäischen Raum zugehörig sah, d. h. der Kampf zwischen der UdSSR und Großdeutschland war kein Kampf um die Abgrenzung zwischen zwei Großräumen, sondern um die Vorherrschaft zwischen zwei Mächten desselben Raumes. Dies änderte sich mit den Niederlagen des Jahres 1942; ab nun sprach man von einer „Festung Europa“, die man gegen die „russischen Horden aus Asien“ verteidigen müsse.
Zu dieser Zeit definierte Rosenberg Europa eher metaphysisch: sein Wesen liegt in den „großen Völkergestalten und Persönlichkeiten“, es ist kein „leerer Begriff, […] wie er von den Spekulanten aus aller Welt im sog. Völkerbund in Genf verwandt wurde“. Für ihn ist Europa die „blutvollste Tatsache,“ eine „Zusammenfügung aller jener auf den Schlachtfeldern und im geistigen Ringen, die gegen die zerstörenden Mächte von Yankee-Gangstern und GPU ankämpfen.“
Durch unsauberes Zitieren wird Adolf Hitler bisweilen ein Reden vom Krieg gegen die Sowjetunion als „Geburtsstunde des neuen Europa“ zugesprochen. Den Spruch vom „neuen Europa“ nimmt Hitler allerdings in seiner Rede vor dem Großdeutschen Reichstag am 11. Dezember 1941 auf; er bezieht ihn hier auf die Gegenwart, nämlich die Beteiligung vieler Hilfsvölker am Krieg auf deutscher Seite.
Himmler sprach am 24. März 1943 vor der SS von der „große(n) Festung Europa“, also nicht nur von „Deutschland“, als Endziel des NS-Kriegs. Die Rede im Universitätsgebäude in Charkow ist bislang nur als Tondokument greifbar.
Auch das RSHA mischte mit, durch Franz Alfred Six:

„Mit dem Abwehrkampf gegen den bolschewistischen Machtstaat ist zugleich das Zeitalter der europäischen Binnenkriege überwunden und die Phase der europäischen Einigungskriege vor ihren Abschluß gerückt. Die ehemals feindlichen Völker Europas finden sich in dem Kampf gegen die gemeinsame Bedrohung des Ostens. Die Proklamation[en] der politischen Führer der Nationen zur Verabschiedung ihrer Freiwilligenlegionen sind Proklamationen des neuen Europa. "Die Legion erstrebt", heißt es im Aufruf des Kommandeurs der französischen Legion, "eine Zusammenarbeit, die wie ein Feld die Grundlage bilden soll für den künftigen Frieden und ein neues gesundes Europa".“

Six, ein Schüler von Arnold Bergsträsser, formuliert weiter, die Einheit Europas werde bald zu einem neuen politischen Mythos werden, und aus den Gräbern und Schlachten des Ostens werde „ein neuer Typus“ erstehen, die Gestalt des Freiheitskämpfers Europas.

## Nach Stalingrad
Da sich die Kriegsaussichten nach 1942 empfindlich verschlechterten, suchte die NS-Propaganda nach neuen Schlagworten. Die in Stalingrad besiegten Streitkräfte wurden zur „europäischen Armee“ erklärt. Das Konzept der „Festung Europa“ löste die bisherigen Großraumpläne ab. Man sah sich nun nicht mehr als Herr Europas, sondern als Beschützer des Abendlandes vor dem Bolschewismus. Eine Denkschrift des Auswärtigen Amtes forderte:

„Warum stellen wir nicht auch Zukunftsprogramme auf, die beruhigen, verführen oder doch wenigstens neutralisieren? […] Als ob sich nicht nach errungenem Sieg leicht eine Formel finden ließe, die unserem Führungsanspruch genügt und die uns dann erst recht die Möglichkeit gäbe, ohne sichtbare Anwendung von Gewalt unseren bestimmenden Einfluss zu sichern.“

Ein im April 1943 eingesetzter Europa-Ausschuss im Auswärtigen Amt entwickelte Pläne für eine europäische Konföderation aus 13 Staaten unter Führung der Achsenmächte. Diese Denkschrift war von Homeyer entworfen worden, dem Reichskommissar von „Taurien“ (der deutsch besetzten Krim samt Hinterland) und trug den Titel Die Kriegsentscheidung – Der Gedanke Europa. Das Ziel dieser Denkschrift war allerdings nicht die völlige Gleichberechtigung der verschiedenen Völker und Länder Europas, sondern immer noch eine vorherrschende Stellung des Deutschen Reiches. Dieser „Staatenbund“ schloss allerdings die Sowjetunion explizit aus und sollte vor allem der Abwehr des Bolschewismus dienen. Idealerweise hätte man diesen Bund anlässlich der Feiern zur Erneuerung des Antikomintern-Pakts präsentieren können – dazu kam es aber aus zwei Gründen nicht: Erstens beinhaltete der Plan „verspätete, unaufrichtige und unattraktive Ansätze“, und zweitens blieb die Einstellung Hitlers ein Hindernis; dieser hatte schon 1942 solche Planungen verboten.

## Fiktive Nachkriegsvorstellungen über ein nationalsozialistisches Europa
- SS-GB (1978) von Len Deighton spielt im nationalsozialistischen Großbritannien des Jahres 1941 (mit abgedruckter Kapitulationserklärung). Die Hauptperson ist der Kriminalbeamte Douglas Archer, der den Mord an einem Physiker aufklären soll. Wie sich herausstellt, war dieser Physiker an dem Bau der Atombombe beteiligt und Archer wird immer mehr in Intrigen zwischen SS, Wehrmacht, der britischen Widerstandsbewegung und der Abwehr hineingezogen. Giordano erwähnt dieses Buch lobend und erläutert, dass es im Sonderstab England des Wirtschafts- und Rüstungsamtes im OKW bereits detaillierte Pläne zur Verwaltung Großbritanniens gab. SS- und SD-Einheiten waren bereitgestellt, und auch die I.G. Farben hatte schon einen „Wunschzettel“ zur Übernahme von Unternehmen produziert.[11]

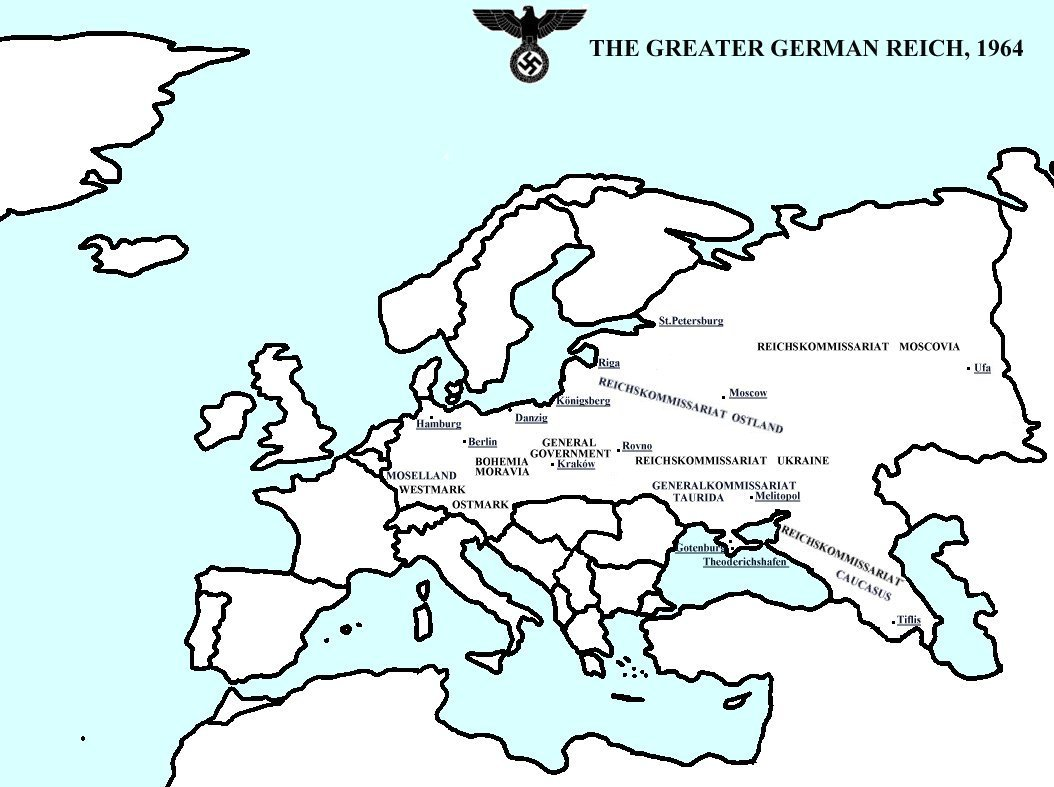
Fiktive Ordnung Europas 1964 in der Welt von Vaterland

- Vaterland (1992) von Robert Harris spielt 1964. Der Kalte Krieg zwischen den USA und dem Großdeutschen Reich ist dabei, zu Ende zu gehen, als Inspektor Xaver März die Leiche des hochrangigen NS-Funktionärs Josef Bühler findet. Vaterland ist wie SS-GB ein Kriminalroman, und ebenso wie Archer verstrickt sich März in Intrigen, als er versucht, den Mord aufzuklären und schließlich über den von den Nationalsozialisten (fast) perfekt vertuschten Holocaust stolpert.
- Das Orakel vom Berge (1962) von Philip K. Dick ist ein leicht philosophisches Werk, das in einer Welt spielt, in der Amerika zwischen dem nationalsozialistischen Deutschland und Japan aufgeteilt ist. Anders als in den ersten beiden Werken handelt es sich nicht (nur) um einen Krimi. Die Handlungsfäden sind lose verknüpft. Zunächst geht es um den Plan der Nationalsozialisten, die Japaner anzugreifen, und um den Versuch der Abwehr, dies den Japanern mitzuteilen. Außerdem wird der Autor eines verbotenen Buches gesucht, welches den Sieg der Alliierten beschreibt (sozusagen eine Alternativweltgeschichte in der Alternativweltgeschichte). In den Handlungsfäden spielen die moralischen Entscheidungen der Figuren eine größere Rolle als die Action. Von 2015 bis 2019 wurde dieses Werk unter dem Titel The Man in the High Castle (engl. Originaltitel) von Amazon als Serie verfilmt.

### Sekundärliteratur
- Karl Richard Ganzer: Das Reich als Europäische Ordnungsmacht. In Hagen Schulze und Ina Ulrike Paul (Hrsg.): Europäische Geschichte. Quellen und Materialien. Bayerischer Schulbuchverlag, München 1994, S. 383–385.
- Birgit Kletzin: Europa aus Rasse und Raum. Die nationalsozialistische Idee der Neuen Ordnung (= Region, Nation, Europa, Bd. 2). Lit Verlag, Münster 2000 (2. Auflage: ebd. 2002), ISBN 3-8258-4993-7.[29]
- Reinhard Opitz: Europastrategien des deutschen Kapitals 1900–1945. Pahl-Rugenstein (Nachf.), Köln 1977, ISBN 3-7609-0225-1 (2. Auflage: Bonn 1994, ISBN 3-89144-198-3).
- Paul Kluke: Nationalsozialistische Europa-Ideologie. In: VfZ 3, 1955, S. 240–275 (PDF; 1,7 MB).
- Michael Salewski: Europa. Idee und Wirklichkeit in der nationalsozialistischen Weltanschauung und Praxis. In: Otmar Franz (Hrsg.): Europas Mitte. Muster-Schmidt, Göttingen / Zürich 1987, ISBN 3-7881-1748-6.
  - ders.: Ideas of the National Socialist Government and Party. In: Documents on the History of the European Integration. Bd. 1, Berlin 1985.
- Peter Krüger: Hitlers Europapolitik. In Wolfgang Benz u. a. (Hrsg.): Der Nationalsozialismus. Studien zur Ideologie und Herrschaft. Frankfurt 1993 (Fischer TB, ebd. 1999), ISBN 3-596-11984-7.
  - ders.: Wirtschaftliche Mitteleuropapläne in Deutschland zwischen den Weltkriegen. In: Mitteleuropa-Konzeptionen in der ersten Hälfte des 20. Jahrhunderts (= Zentraleuropa-Studien 1). Verlag der Österreichischen Akademie der Wissenschaften, Wien 1994, ISBN 3-7001-2138-5.
- Lothar Gruchmann: Nationalsozialistische Großraumordnung. Die Konstruktion einer „deutschen Monroe-Doktrin“. Stuttgart 1962.
- Richard Overy u. a. (Hrsg.): Die „Neuordnung“ Europas. NS-Wirtschaftspolitik in den besetzten Gebieten. Metropol, Berlin 1997.
- Hans-Werner Neulen: Europa und das Dritte Reich. Einigungsbestrebungen im deutschen Machtbereich 1939–1945. München 1987.
- John Laughland: The tainted source. The undemocratic origins of the European idea. London 1997.
- Walter Lipgens (Hrsg.): Europa-Föderationspläne der Widerstandsbewegungen 1940–1945. Eine Dokumentation. München 1968.
- Wilfried Loth: Der Weg nach Europa. Geschichte der europäischen Integration 1939 – 1957. Göttingen 1996.
- Frank Niess: Die europäische Idee aus dem Geist des Widerstands. Frankfurt 2001.
- Götz Aly (Hrsg.): Modelle für ein deutsches Europa. Ökonomie und Herrschaft im Großwirtschaftsraum. Berlin 1992.
- Götz Aly und Susanne Heim: Vordenker der Vernichtung. Auschwitz und die deutschen Pläne für eine neue europäische Ordnung. 2004 (zuerst 1991), ISBN 3-596-11268-0.
- Mark Mazower: Hitlers Imperium. Europa unter der Herrschaft des Nationalsozialismus. Übers. Martin Richter. C. H. Beck, München 2009. ISBN 3-406-59271-6.
- Robert Grunert: Der Europagedanke westeuropäischer faschistischer Bewegungen 1940 – 1945. Ferdinand Schöningh, Paderborn 2012[30]
  - Rezension in: Einsicht, 11, Frühjahr 2014. Hrsg. v. Fritz-Bauer-Institut, S. 86 f. (Von Mathias Schütz)

### Primärliteratur
- Eugen von Mickwitz: Großdeutschland und die Weltwirtschaft unter besonderer Berücksichtigung der grundlegenden politischen Neugestaltung Mitteleuropas. Auf Grund von Material des HWWA. Hamburgisches Welt-Wirtschafts-Archiv, Verlag der Veröffentlichung „Außenhandel unter Zwang“, Hamburg 1939[31]
- Karlrobert Ringel: Frankreichs Wirtschaft im Umbruch Wilhelm Goldmann Verlag Leipzig 1942.
- Heinrich Hunke (Ministerialdirigent Niedersachsen) (Hrsg.), Walther Funk, Beitrag: Europäische Wirtschaftsgemeinschaft Haude & Spenersche Verlagsbuchhandlung Max Paschke, Berlin 1942 & 1943 (sic).[32]
- Carl Schmitt: Völkerrechtliche Grossraumordnung mit Interventionsverbot für raumfremde Mächte Deutscher Rechtsverlag, Berlin/Wien 1939, 4. Auflage 1941.
  - wieder, mit zus. Untertitel: …Ein Beitrag zum Reichsbegriff im Völkerrecht. (um ein Kapitel über den „Raumbegriff in der Rechtswissenschaft“ erw.). Neuaufl. Duncker und Humblot, Berlin 1991, ISBN 3-428-07110-7.
- Friedrich Bülow[33]: Grossraumwirtschaft, Weltwirtschaft und Raumordnung. In: Raumforschung und Raumordnung. Volks- und raumpolitische Reihe. Hrsg. v. Paul Ritterbusch, Heft 1. Koehler, Leipzig 1943.
- Roger Diener: Das Reich und Europa. In: Reich, Volksordnung, Lebensraum, Bd. 2, 1942.
- Joseph Goebbels: An Europa. in: Zs. Junges Europa, 1943.
  - dsb.: Tagebuch-Eintrag vom 8. Mai 1943[34]
- Bernhard Payr: Die Neuordnung Europas im Spiegel des französischen Schriftentums. In: Nationalsozialistische Monatshefte. Zentrale politische, kulturelle Zeitschrift der NSDAP. Heft 138, 12. Jg. Hrsg. v. Alfred Rosenberg. Franz-Eher-Verlag, München September 1941.
- Weitere Literatur
- Max Walter Clauss: Tatsache Europa. Prag 1943

### Belletristik
- Len Deighton: SS-GB. Heyne, 1989, ISBN 3-453-03308-6.
- Robert Harris: Vaterland. Heyne, 1994, ISBN 3-453-07205-7.
- Philip K. Dick: Das Orakel vom Berge. Heyne, 2007, ISBN 3-453-52272-9.